# Cái chết và tang lễ của Giang Trạch Dân
Giang Trạch Dân, Nguyên Tổng bí thư Đảng Cộng sản Trung Quốc (ĐCSTQ) từ năm 1989 đến năm 2002 và Chủ tịch nước Cộng hòa Nhân dân Trung Hoa từ năm 1993 đến năm 2003 đã qua đời vào ngày 30 tháng 11 năm 2022, hưởng thọ 96 tuổi, tại Thượng Hải. Theo Tân Hoa Xã, ông qua đời lúc 12:13 giờ địa phương, do bệnh bạch cầu và suy đa tạng.
Tang lễ cấp nhà nước dành cho Giang được lên kế hoạch vào tháng 12 năm 2022. Đây sẽ là quốc tang lớn đầu tiên được tổ chức ở Trung Quốc kể từ năm 1997, sau cái chết của Đặng Tiểu Bình. Cái chết của Giang là cái chết thứ 4 trong số các nhà lãnh đạo lớn nhất thế giới qua đời vào năm 2022 sau Shinzo Abe, Mikhail Gorbachev và Nữ hoàng Elizabeth II.

## Cái chết và quốc tang
Vào ngày Giang Trạch Dân mất, Đảng Cộng sản Trung Quốc đã đưa ra thông báo rằng quốc kỳ sẽ được treo rủ ở các địa điểm quan trọng của Bắc Kinh và các phái bộ ngoại giao ở nước ngoài. Người nước ngoài không được mời tham dự các hoạt động tang lễ chính thức.
Vào ngày 1 tháng 12 năm 2022, Chính phủ Trung Quốc cho biết lễ truy điệu nguyên Tổng Bí thư, Chủ tịch Giang Trạch Dân sẽ được tổ chức vào ngày 6 tháng 12. Sau khi "Thư gửi toàn Đảng, toàn quân và đồng bào các dân tộc trong cả nước" được đọc và phát sóng trên các phương tiện truyền thông nhà nước, các kênh truyền hình đã chuyển logo kênh sang dạng đen trắng ngay sau đó.
Thi hài của ông đã được đưa từ Thượng Hải đến Bắc Kinh vào hôm 1 tháng 12 và được đặt tại Bệnh viện Đa khoa Quân Giải phóng Nhân dân. Thi hài của ông đã được hỏa táng tại Nghĩa trang cách mạng Bát Bảo Sơn ở Bắc Kinh vào ngày 5 tháng 12. Ngày 6 tháng 12, tro cốt của ông được đưa vào Đại lễ đường Nhân dân để tổ chức lễ truy điệu với nghi thức quốc tang với Tổng bí thư, Chủ tịch nước Trung Quốc Tập Cận Bình làm trưởng ban lễ tang.
Người dẫn chương trình của Đài truyền hình Trung ương Trung Quốc, Mạng Truyền hình Quốc tế Trung Quốc cùng tất cả các kênh truyền hình cấp tỉnh, thành phố và cấp quận đều thay đổi trang phục toàn màu đen hoặc màu trơn khi đưa tin. Trong khi đó, giao diện của tất cả các trang web truyền thông như Nhân Dân nhật báo, Quang Minh nhật báo, PLA Daily, Đài truyền hình Trung ương Trung Quốc, Mạng Truyền hình Quốc tế Trung Quốc, Đài phát thanh quốc gia Trung Quốc và Đài Phát thanh Quốc tế Trung Quốc chuyển sang màu xám để tưởng nhớ Giang Trạch Dân qua đời.
Ngày 11 tháng 12 năm 2022, tro cốt của Giang Trạch Dân đã được rải xuống biển ở cửa sông Trường Giang theo nguyện vọng của ông và gia đình.

## Các thành viên trong ban tang lễ
Danh sách ban tang lễ có hơn 450 người, trong đó có Tập Cận Bình (Tổng Bí thư Đảng Cộng sản Trung Quốc và Chủ tịch nước Trung Quốc) và Lý Khắc Cường (Thủ tướng Quốc vụ viện Trung Quốc) xuất hiện đầu tiên.
100 cái tên đầu tiên trong danh sách của ủy ban tang lễ là:
1. Tập Cận Bình (trưởng ban tang lễ)
2. Lý Khắc Cường
3. Lật Chiến Thư
4. Uông Dương
5. Lý Cường
6. Triệu Lạc Tế
7. Vương Hỗ Ninh
8. Hàn Chính
9. Thái Kỳ
10. Đinh Tiết Tường
11. Lý Hi
12. Vương Kỳ Sơn
13. Mã Hưng Thụy
14. Vương Thần
15. Vương Nghị
16. Doãn Lực
17. Thạch Thái Phong
18. Lưu Hạc
19. Lưu Quốc Trung
20. Hứa Kì Lượng
21. Tôn Xuân Lan
22. Lý Cán Kiệt
23. Lý Thư Lỗi
24. Lý Hồng Trung
25. Dương Hiểu Độ
26. Hà Vệ Đông
27. Hà Lập Phong
28. Trương Hựu Hiệp
29. Trương Quốc Thanh
30. Trần Văn Thanh
31. Trần Cát Ninh
32. Trần Mẫn Nhĩ
33. Hồ Xuân Hoa
34. Viên Gia Quân
35. Hoàng Khôn Minh
36. Hồ Cẩm Đào
37. Chu Dung Cơ
38. Lý Thụy Hoàn
39. Ngô Bang Quốc
40. Ôn Gia Bảo
41. Giả Khánh Lâm
42. Trương Đức Giang
43. Du Chính Thanh
44. Tống Bình
45. Lý Lam Thanh
46. Tăng Khánh Hồng
47. Ngô Quan Chính
48. Lý Trường Xuân
49. La Cán
50. Hạ Quốc Cường
51. Lưu Vân Sơn
52. Trương Cao Lệ
53. Lưu Kim Quốc
54. Vương Tiểu Hồng
55. Tào Kiến Minh
56. Trương Xuân Hiền
57. Thẩm Dược Dược
58. Cát Bỉnh Hiên
59. Arken Imirbaki
60. Wan Exiang
61. Trần Trúc
62. Vương Đông Minh
63. Padma Choling
64. Ding Zhongli
65. Hao Mingjin
66. Cai Dafeng
67. Wu Weihua
68. Ngụy Phượng Hòa
69. Vương Dũng
70. Xiao Jie
71. Triệu Khắc Chí
72. Chu Cường
73. Zhang Jun
74. Trương Khánh Lê
75. Lưu Kỳ Bảo
76. Pagbalha Geleg Namgyai
77. Đổng Kiến Hoa
78. Wang Gang
79. Hà Hậu Hoa
80. Lư Triển Công
81. Vương Chính Vĩ
82. Ma Biao
83. Chen Xiaoguang
84. Lương Chấn Anh
85. Hạ Bảo Long
86. Dương Truyền Đường
87. Lý Bân
88. Bagatur
89. Uông Vĩnh Thanh
90. Su Hui
91. Zheng Jianbang
92. Gu Shengzu
93. Liu Xincheng
94. He Wei
95. Shao Hong
96. Gao Yunlong
97. Tian Jiyun
98. Trì Hạo Điền
99. Vương Nhạc Tuyền
100. Vương Triệu Quốc

## Phản ứng trong nước

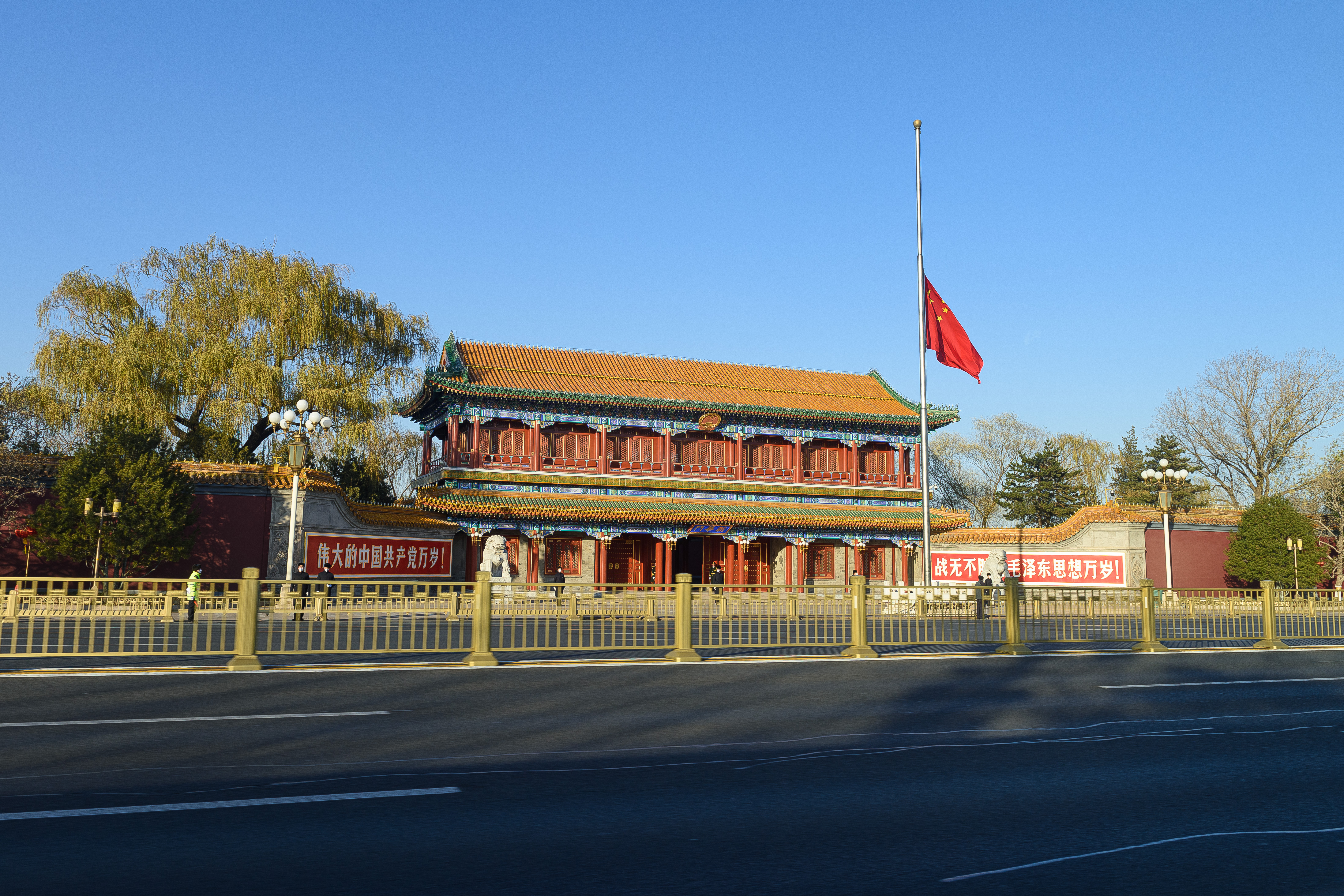
Cổng chính Trung Nam Hải, Ủy ban Trung ương Đảng Cộng sản Trung Quốc và Quốc vụ viện hạ cờ rủ vào ngày 1 tháng 12 năm 2022.

### Chính phủ Trung Quốc
- Ông Tập Cận Bình, Tổng Bí thư Đảng Cộng sản Trung Quốc - Chủ tịch nước nói: "Chúng tôi vô cùng thương tiếc đồng chí Giang Trạch Dân. Chúng tôi sẽ biến nỗi đau thành sức mạnh, tuân theo việc triển khai Đại hội đại biểu toàn quốc lần thứ 20 của Đảng Cộng sản Trung Quốc để cùng nhau xây dựng một đất nước xã hội chủ nghĩa hiện đại và thúc đẩy sự phục hưng vĩ đại của dân tộc Trung Hoa một cách toàn diện".[8]
- Sau khi tin tức về cái chết của Giang Trạch Dân được công bố, các trang web của nhiều cơ quan chính phủ, chẳng hạn như Quốc vụ viện Cộng hòa Nhân dân Trung Hoa, Bộ Ngoại giao Cộng hòa Nhân dân Trung Hoa, Văn phòng các vấn đề Đài Loan của Quốc vụ viện và các website khác của chính quyền các cấp, đã chuyển sang giao diện trắng đen.[9]

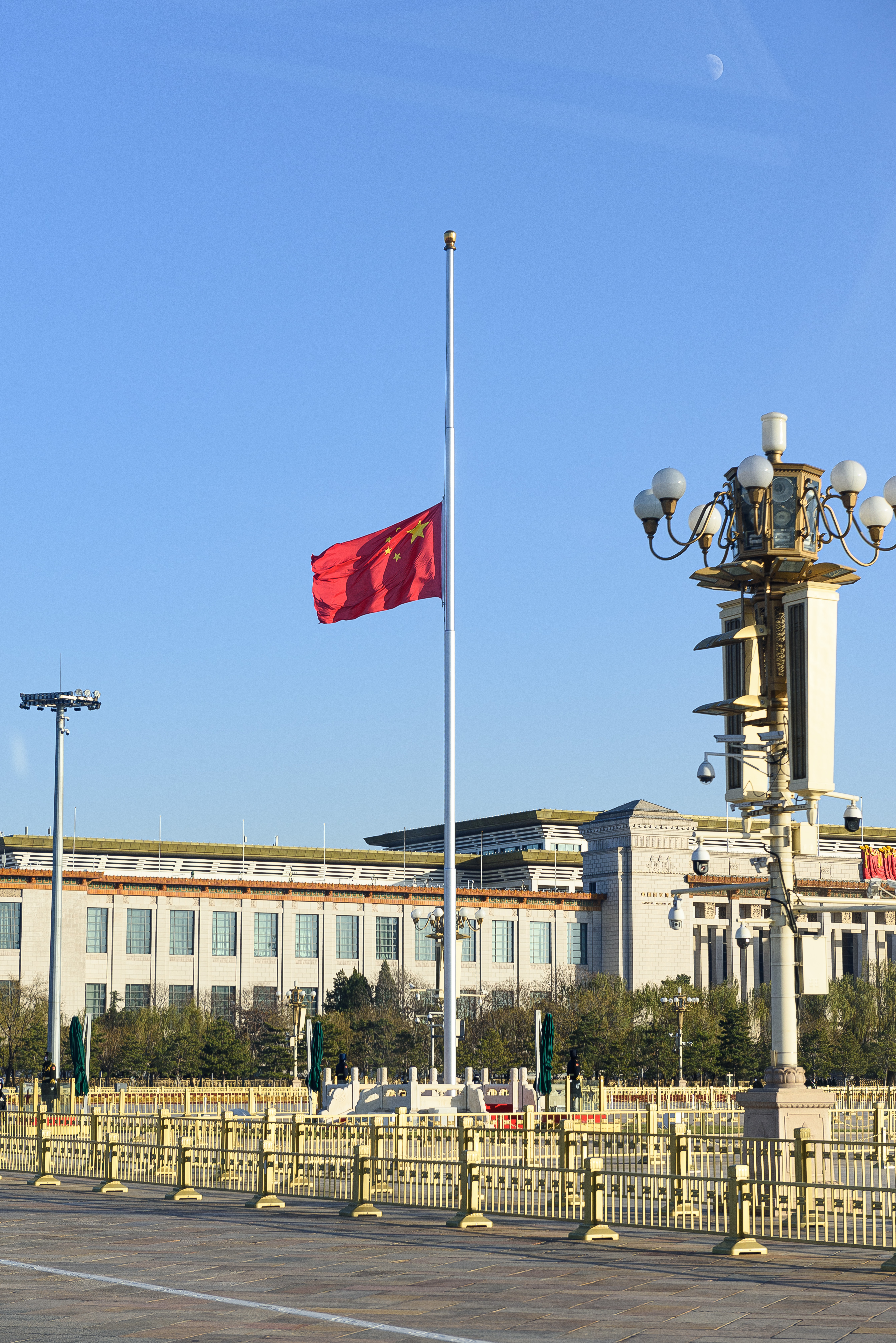
Hạ cờ rủ tại Quảng trường Thiên An Môn vào ngày 1 tháng 12.

### Xã hội và công chúng
- Logo của các đài truyền hình ở các khu vực hành chính trong cả nước đã dần chuyển sang màu đen và Đài truyền hình trung ương Trung Quốc, Mạng lưới truyền hình toàn cầu Trung Quốc (bao gồm các chi nhánh châu Âu, Bắc Mỹ và châu Phi) và người phát thanh viên của các đài truyền hình ở tất cả các tỉnh, thành phố và quận đều đã chuyển sang mặc vest đen và đeo cà vạt đen để phát tin tức.[9] Phần lớn các trang web truyền thông (chẳng hạn như Nhân dân Nhật báo, Tân Hoa xã, Đài truyền hình trung ương Trung Quốc, Mạng lưới truyền hình toàn cầu Trung Quốc, Đài Phát thanh Quốc tế Trung Quốc và Đài phát thanh nhân dân trung ương Trung Quốc) đã thay đổi trang thành màu đen và trắng.[9]
- Trong thời gian để tang, tất cả các chương trình tạp kỹ và phim truyền hình mang tính giải trí cao ở Trung Quốc đại lục đều bị đình chỉ trong 7 ngày. Trong tuần này, mạng xã hội sẽ có "trang chủ trắng đen, đình chỉ hoạt động giải trí, tạm dừng quảng cáo" để tưởng nhớ Giang Trạch Dân.[10] Việc tường thuật trực tiếp Giải vô địch bóng đá thế giới 2022 vẫn diễn ra như bình thường, nhưng màn hình trận đấu của nền tảng phát sóng Internet Migu ở Trung Quốc đại lục sẽ từ trắng đen dần chuyển sang giao diện màu.[11]
- Các nền tảng mua sắm trực tuyến Taobao, JD.com và Pinduoduo; các trang mạng xã hội Weibo, Bilibili và Xiaohongshu đã thay đổi tất cả nội dung thành trắng đen để tưởng nhớ Giang Trạch Dân.[9] Trên trang mạng xã hội Weibo, ngoại trừ phiên bản trực tuyến được đổi thành đen trắng, nút "Thích" của tất cả các bài đăng liên quan đến cái chết của Giang Trạch Dân đều được đổi thành biểu tượng hoa cúc để tưởng nhớ Giang Trạch Dân.[9]
- Các công ty công nghệ Trung Quốc như Xiaomi, Huawei và Vivo, ban đầu dự kiến tổ chức ra mắt sản phẩm mới vào ngày 1 hoặc 2 tháng 12 năm 2022 nhưng hiện giờ đều đã hoãn ra mắt sản phẩm mới sau khi Tân Hoa Xã thông báo về cái chết của cựu lãnh đạo nước này.[12][13][14] Buổi hòa nhạc trực tuyến kỷ niệm 4 năm của nhóm nhạc thần tượng nữ AKB48 Team SH ở Thượng Hải, dự kiến ban đầu được tổ chức vào ngày 3 tháng 12 năm 2022, cũng được thông báo hoãn lại.[15]
- Sau khi CCTV công bố tin Giang Trạch Dân qua đời, rất đông người dân đã tự phát đến nơi ở cũ của Giang Trạch Dân ở Dương Châu, Giang Tô để đặt hoa tưởng niệm.[16][17]

### Đặc khu hành chính Hồng Kông
- Từ ngày 1 tháng 12 năm 2022, các tòa nhà chính phủ chính của chính phủ Đặc khu hành chính, Hội đồng Lập pháp và cơ quan tư pháp sẽ treo cờ rủ (bao gồm cờ quốc gia và cờ khu vực).[18]
- Trang chủ của Hội đồng Lập pháp Hồng Kông, Bộ Tư pháp của Chính phủ Đặc khu Hành chính, cổng thông tin chính phủ GovHK, Văn phòng Lễ tân của Trụ sở Chính phủ, Cục Chính sách, Đài quan sát, Bộ Lao động và Lực lượng Cảnh sát đều chuyển sang màu đen và màu trắng.[19]
- Đặc khu trưởng Hồng Kông Lý Gia Siêu bày tỏ lời chia buồn sâu sắc trước sự ra đi của cựu lãnh đạo tối cao Giang Trạch Dân, và thay mặt Đặc khu hành chính Hồng Kông gửi lời chia buồn sâu sắc tới gia đình ông.[20][21]

### Đặc khu hành chính Ma Cao
- Từ ngày 1 tháng 12 năm 2022 đến ngày tổ chức lễ tưởng niệm, quốc kỳ của Đặc khu hành chính Ma Cao và các tổ chức hải ngoại cũng như cờ khu vực sẽ được để tang.[22]
- Văn phòng Liên lạc của Chính phủ Trung ương tại Ma Cao đã ra thông báo cho biết Văn phòng Liên lạc của Chính phủ Trung ương tại Ma Cao sẽ thành lập phòng tang lễ trên tầng hai của tòa nhà văn phòng để tiếp nhận lời chia buồn từ mọi tầng lớp xã hội ở Ma Cao.[23]
- Hình ảnh và logo của nhiều phương tiện truyền thông và đài truyền hình ở Ma Cao, chẳng hạn như Nhật báo Ma Cao, Libao, Đài phát thanh và truyền hình Ma Cao, đã được chuyển sang màu đen trắng.

## Phản ứng quốc tế

### Các tổ chức quốc tế
- Tổng thư ký Liên Hợp Quốc, António Guterres đã đưa ra một tuyên bố bày tỏ sự tiếc thương sâu sắc trước sự ra đi của Giang Trạch Dân. Ông ca ngợi sự ủng hộ kiên định của Giang Trạch Dân đối với việc mở cửa quốc tế, ông tin rằng sự phát triển vượt bậc về kinh tế của Trung Quốc và việc gia nhập thành công Tổ chức Thương mại Thế giới là những thành tựu nổi bật trong nhiệm kỳ của Giang Trạch Dân và bàn giao chủ quyền Ma Cao cho Trung Quốc. Cuối cùng, thay mặt Liên Hợp Quốc, ông gửi lời chia buồn chân thành tới gia đình Giang Trạch Dân, chính phủ và nhân dân Trung Quốc.[24]
- Trước cuộc họp của Hội đồng Bảo an Liên Hợp Quốc về không phổ biến vũ khí hạt nhân, tất cả các đại diện đã đứng dậy và dành một phút mặc niệm cho cựu lãnh đạo tối cao Trung Quốc đã qua đời Giang Trạch Dân.[25]
- Trong chuyến thăm Trung Quốc và gặp gỡ Tập Cận Bình, Chủ tịch Hội đồng châu Âu Charles Michel đã thay mặt EU bày tỏ lời chia buồn sâu sắc về cái chết của Giang Trạch Dân.[26]

### Quốc gia
- CHDCND Triều Tiên: Lãnh đạo tối cao Kim Jong-un đã gửi điện chia buồn tới Chủ tịch nước Tập Cận Bình, bày tỏ lời chia buồn sâu sắc tới nguyên Chủ tịch nước Giang Trạch Dân đã qua đời vì bạo bệnh cách đây ít ngày. Kim Jong-un chỉ ra rằng Giang Trạch Dân đã nỗ lực hết sức để củng cố và phát triển Đảng Cộng sản Trung Quốc và Trung Quốc, đưa ra tư tưởng quan trọng về "Ba đại diện", và có những đóng góp to lớn cho việc xây dựng chủ nghĩa xã hội đặc sắc Trung Quốc. những thành tựu sẽ là bất tử, mong Trung Quốc vượt qua đau thương, đạt được những thành tựu to lớn hơn nữa trong sự nghiệp hiện đại hóa xã hội chủ nghĩa. Ngoài ra, ông Kim Jong-un đã gửi vòng hoa đến lễ tang Giang Trạch Dân, bày tỏ lời chia buồn sâu sắc trước cái chết của Giang Trạch Dân.[27][28][29][30]
- Nhật Bản: Thủ tướng Fumio Kishida đã phát biểu: "Tôi vô cùng đau buồn khi nghe tin Giang Trạch Dân qua đời. Ngài Giang Trạch Dân không chỉ thúc đẩy chính sách cải cách và mở cửa mà còn đóng góp cho sự phát triển của Trung Quốc. Ông ấy đã đóng một vai trò quan trọng. Tôi xin cầu chúc ngài Giang Trạch Dân yên nghỉ, đồng thời bày tỏ lời chia buồn chân thành nhất tới tang quyến, chính phủ và nhân dân Trung Quốc".[31][32]
- Hàn Quốc: Bộ Ngoại giao Hàn Quốc bày tỏ lời chia buồn trước cái chết của Giang Trạch Dân, Chính phủ Hàn Quốc đánh giá cao đóng góp to lớn của Giang Trạch Dân trong việc thiết lập quan hệ ngoại giao giữa Hàn Quốc và Trung Quốc cũng như sự phát triển của quan hệ Hàn Quốc - Trung Quốc.[33]
- Lào: Tổng Bí thư Đảng Nhân dân Cách mạng Lào, Chủ tịch nước Thongloun Sisoulith đã bày tỏ lời chia buồn sâu sắc về việc ông Giang Trạch Dân qua đời trong chuyến thăm Trung Quốc và hội kiến với ông Tập Cận Bình.[34]
- Pakistan: Thủ tướng Shabaz Sharif đã gửi lời chia buồn trên Twitter về cái chết bi thảm của Giang Trạch Dân và mô tả ông là một nhà lãnh đạo và chính khách khôn ngoan, "Ở Pakistan, chúng tôi nhớ ông ấy như một người bạn tốt, người đã có những đóng góp quý giá trong việc củng cố quan hệ Pakistan - Trung Quốc".[35]
- Nga: Tổng thống Vladimir Putin đã gọi điện cho ông Tập Cận Bình, nói rằng "Giang Trạch Dân đã có những đóng góp quý báu cho sự phát triển quan hệ Nga - Trung Quốc và nâng quan hệ giữa hai nước lên tầm đối tác tin cậy và hợp tác chiến lược". Ông bày tỏ "lời chia buồn sâu sắc " cho cái chết của Giang Trạch Dân.[35][36]
- Cuba: Bí thư thứ nhất Đảng Cộng sản Cuba kiêm Chủ tịch Cuba Miguel Diaz-Canel bày tỏ lời chia buồn về việc nguyên Tổng Bí thư Đảng Cộng sản kiêm Chủ tịch nước Trung Quốc Giang Trạch Dân qua đời. Ông nói: "Sự ra đi của Đồng chí đáng kính Giang Trạch Dân, một chính khách và nhà lãnh đạo kiệt xuất của Đảng Cộng sản, đồng thời là người bạn thân thiết của Cách mạng Cuba, tôi gửi lời chia buồn chân thành nhất tới nhân dân, Đảng và chính phủ Trung Quốc, cùng những lời chúc tốt đẹp nhất của tôi đến gia đình và bạn bè của ông ấy. Xin gửi lời chia buồn sâu sắc nhất." Sau đó, lệnh được ban hành từ 6 giờ chiều đến 12 giờ trưa ngày 1 tháng 12, giờ Havana, toàn bộ Cuba để quốc tang.[37][38]
- Israel: Thay mặt chính phủ và nhân dân Israel, Đại sứ quán Israel tại Trung Quốc xin gửi lời chia buồn sâu sắc về việc ông Giang Trạch Dân, nguyên Chủ tịch nước Cộng hòa Nhân dân Trung Hoa, nguyên Tổng Bí thư Ban Chấp hành Trung ương Đảng Cộng sản Trung Quốc qua đời. Đồng thời, gửi lời chia buồn chân thành đến người thân và bạn bè của ông.[39]
- Hoa Kỳ: Đại sứ Hoa Kỳ tại Trung Quốc R. Nicholas Burns nói: "Hoa Kỳ xin gửi lời chia buồn tới gia đình của cựu Chủ tịch Trung Quốc Giang Trạch Dân và nhân dân Trung Quốc. Chủ tịch Giang đã làm việc rất chăm chỉ để thúc đẩy quan hệ Hoa Kỳ - Trung Quốc trong thời kỳ chịu nhiều tác động sâu sắc khi quản lý tốt đẹp mối quan hệ của chúng ta—một điều cần thiết tiếp tục cho đến ngày nay".[40]
- Singapore: Tổng thống Halimah Yacob và Thủ tướng Lý Hiển Long lần lượt gửi thư chia buồn tới Chủ tịch Trung Quốc Tập Cận Bình và Thủ tướng Lý Khắc Cường, bày tỏ lời chia buồn về cái chết của Giang Trạch Dân. Lý Hiển Long nói rằng Giang Trạch Dân đã lãnh đạo Trung Quốc vượt qua một giai đoạn phát triển quan trọng. Ông đã sang Singapore năm 1994, Lý Hiển Long cho biết lúc đó ông rất vinh dự được làm Bộ trưởng.[41]
- Belarus: Tổng thống Aliaksandr Ryhoravič Lukašenka nói rằng Giang Trạch Dân đã lãnh đạo nhân dân Trung Quốc đạt được sự thịnh vượng và vững mạnh, ông là đã tạo nên quan hệ Belarus - Trung Quốc và có những đóng góp tích cực cho sự phát triển và củng cố quan hệ của cả hai nước.[42]
- Brunei: Quốc vương Brunei Hassanal Bolkiah cho rằng ông Giang Trạch Dân đã có những đóng góp quan trọng trong việc nâng cao mức sống của người dân Trung Quốc và dẫn dắt đất nước phát triển kinh tế ổn định và thịnh vượng.[42]
- Maldives: Tổng thống Ibrahim Mohamed Solih có nói Giang Trạch Dân sẽ được nhớ đến như một nhà lãnh đạo có tầm nhìn xa, người đã thúc đẩy sự phát triển kinh tế và xã hội nhanh chóng của Trung Quốc, đồng thời củng cố vai trò của Trung Quốc như một quốc gia đóng góp quan trọng trên trường quốc tế.[42]
- Kazakhstan: Tổng thống Kassym-Jomart Tokayev chia sẻ Giang Trạch Dân là người đã cam kết vì sự phát triển và thịnh vượng của Trung Quốc cũng như thúc đẩy ảnh hưởng quốc tế, và đã có những đóng góp to lớn cho việc củng cố tình hữu nghị Kazakhstan - Trung Quốc, điều mà người dân hai nước sẽ mãi ghi nhớ.[42]
- Tajikistan: Tổng thống Emomali Rahmon đã chia sẻ Tajikistan đánh giá cao đóng góp to lớn của Giang Trạch Dân cho sự phát triển của Trung Quốc cũng như quan hệ Tajikistan - Trung Quốc, sự ra đi của ông là một mất mát to lớn.[42]
- Palestine: Tổng thống Mahmoud Abbas nói rằng ông và người dân Palestine sẽ luôn nhớ đến nhà lãnh đạo kiệt xuất này, người đã ủng hộ nhân dân Palestine, chính nghĩa và các quyền hợp pháp, người thúc đẩy quan hệ Pakistan - Trung Quốc, và nhân chứng sáng lập quan hệ ngoại giao giữa Pakistan và Trung Quốc. Thay mặt cho người dân Palestine và nhân danh chính mình, ông xin gửi lời chia buồn sâu sắc nhất tới Đảng Cộng sản Trung Quốc, chính phủ Trung Quốc, nhân dân Trung Quốc thân thiện và gia đình của ông.[42]
- Việt Nam: Tổng bí thư Nguyễn Phú Trọng, Chủ tịch nước Nguyễn Xuân Phúc, Thủ tướng Phạm Minh Chính và Chủ tịch Quốc hội Vương Đình Huệ đã gửi điện chia buồn tới các lãnh đạo Trung Quốc và gia đình ông Giang Trạch Dân. Việt Nam cho rằng ông Giang Trạch Dân đã có nhiều công lao đối với sự nghiệp cách mạng và xây dựng chủ nghĩa xã hội đặc sắc Trung Quốc, đóng góp quan trọng cho việc bình thường hóa và thúc đẩy quan hệ Việt - Trung phát triển. Đảng, Chính phủ, Quốc hội, Mặt trận Tổ quốc Việt Nam cùng cá nhân các lãnh đạo cũng đã gửi vòng hoa viếng và ghi sổ tang chia buồn tại Đại sứ quán Trung Quốc ở Hà Nội.[43][44][45]
- Nepal: Trong điện chia buồn, Tổng thống Nepal Bidya Devi Bhandari tuyên bố rằng Nepal đã mất đi một người bạn thực sự, đồng thời nhắc lại chuyến thăm cấp nhà nước tới Nepal năm 1996 của Giang Trạch Dân đã góp phần tăng cường hơn nữa tình hữu nghị và hợp tác chặt chẽ giữa Nepal và Trung Quốc. Thủ tướng Nepal Sher Bahadur Deuba cũng gửi lời chia buồn, trong đó ông gọi Giang là "một người bạn tuyệt vời và một người thông thái của Nepal".[46]
- Campuchia: Thủ tướng Campuchia Hun Sen đã gửi thư chia buồn, trong đó mô tả sự ra đi của ông Giang là “sự mất mát to lớn của một chính khách kiệt xuất, người đã cố gắng cả đời vì sự phát triển của Trung Quốc để cải thiện cuộc sống của người dân Trung Quốc".[47]